# Sol y arquitectura (libro)
Sol y Arquitectura (Archi de soleil es su título original en francés) es un libro de tecnología y arquitectura de Patrick Bardou y Varoujan Arzoumanian publicado en 1980 por la editorial Gustavo Gili en su versión en castellano. La versión francesa fue publicada por la editorial Parentheses en 1978.

En el libro se tratan las relaciones entre arquitectura y entorno con cierta independencia de la crisis de energía de los años '70 y busca mostrar hasta que punto esta crisis llevó a que se influencie la morfología de las edificaciones y también el diseño de las instalaciones. Se considera el primer texto que indaga en estas interacciones y fue fundamental para llegar al actual concepto de Arquitectura sustentable.

## Fundamentos de la obra
El libro busca definir y explayarse sobre las bases que permiten fundamentar una arquitectura que se propone ser integra y bastarse a sí misma para brindar abrigo al hombre sin mayores aditamentos tecnológicos. Así los autores tienen la esperanza que una nueva postura de la arquitectura basada en la relación con el clima y el sitio genere el deseo de un urbanismo inteligente.
Debaten acerca del uso del adjetivo solar agregado a arquitectura para referirse a la corriente proeniente de los EE. UU. llamada Arquitectura solar. Y luego avanzan sobre otros epítetos en la misma línea como: solarizado, dirigido al sol, pasivo, activo, ecológico y finalmente bioclimático. Y mencionan que en realidad todos estos adjetivos hacen referencia a lo mismo y es considerar las aportaciones solares en la climatización de un edificio.
Diferencian, luego los términos, en cuanto a que mientras arquitectura solar pareciera ser solo de índole tecnológica la concepción de arquitectura bioclimática incorpora al hombre y a la sociedad. 

## Aportes novedosos
En la lacónica sección Ilustraciones, realmente se muestra un detallado análisis y clasificación de 17 edificios significativos construidos en todo el mundo entre los cuales se encuentran:
- la Casa Sea Ranch de David Wright en California, Estados Unidos. 1976
- la Casa - Estudio en Chino Valley de Otwell y Frerking. 1975.
- la Vivienda social MIRAMAS del grupo ABC de la Universidad de Marsella en Bouches-du-Rhone. 1979.
- la Casa Kelbaugh de David Kelbaugh en Princeton, New Jersey, Estados Unidos. 1975.
- el Almacén de los benedictinos del Ing Zomeworks y el arq M. Hansen en Pecos, Nuevo México Estados Unidos. 1976
- la Casa Sherwood del arq. Ing. J. Hammond en Winters, California, Estados Unidos. 1975.
- la Casa Egri de los arqs. Hoppman, Hobbs y Kenin en Taos, Nuevo México, Estados Unidos. 1975.
- la Casa Balcomb del arq. W. y S. Nichols y H. Barkman, en Santa Fe, Nuevo México, Estados Unidos. 1975.
- la Casa Shannon del arq. B. Shannon en Windham, Vermont, Estados Unidos. 1975.
- la Casa Nichols del arq. W. Nichols, en Santa Fe, Nuevo México, Estados Unidos. 1975.
- la Vivienda social Blagnac del arq. M. Liébart en Blagnac, Alto Garonne, Francia. 1976
- la Casa E.D.F. del arq. G. Chouleur, en Aramon, Gard, Francia. 1976.
- la Casa Letzgus del arq. A. Taves y R. Rébutato en Saint-André dÉmbrun, Altos Alpes, Francia. 1976.
- la Casa Phillips del Laboratorio Phillips en Aquisgrán, Alemania, 1975.
- el Laboratorio en Tucson de la Universidad de Arizona, proyecto de los ars. M. Donovan y R. Bliss en Tucson, Arizona, Estados Unidos. 1959.
- la Casa del Sol de la Universidad de Nuevo México, proyecto de los Ars Dean y Hunt, en Las Cruces, Nuevo México, Estados Unidos. 1976.
- la Casa "Solar One" de la Universidad de Delaware, proyecto de los arq. K. Boër, M. Telkes, en Newark, Delaware, Estados Unidos. 1973.

## Contenido
El índice del libro muestra los siguientes temas en que se divide:
- Introducción
- Del Sol ... a la Tierra.
- Del Sol a la vivienda.
- La vivianda solar.
- Ilustraciones.
- Hacia una síntesis de los distintos sistemas.
- Conclusiones.
- Glosario.
- Notas.
- Bibliografía.